# Therezinha Zerbini
Therezinha de Godoy Zerbini ORB (São Paulo, 16 de abril de 1928 – São Paulo, 14 de março de 2015) foi uma assistente social, advogada e ativista de direitos humanos brasileira, fundadora e líder do Movimento Feminino pela Anistia.

## Biografia
Therezinha Zerbini foi casada com o general Euryale de Jesus Zerbini, vinte anos mais velho que ela. Eles se conheceram em 1951, quando ele comandava a Força Pública Therezinha trabalhava como assistente social do Hospital Mandaqui, no atendimento a crianças tuberculosas. Ela própria havia tido a doença, alguns anos antes.
O general Euryale comandava a unidade de Caçapava à época do golpe militar de 1964 e foi um dos quatro generais (o único com comando de tropa) a assumir uma posição legalista, contrária aos golpistas. Por isso acabou por ter seus direitos políticos cassados e foi reformado. 
Por ter ajudado Frei Tito a conseguir o sítio (pertencente a um amigo da família Zerbini), em Ibiúna), onde seria realizado o congresso da UNE - organização proscrita pelo regime - Therezinha respondeu a um inquérito policial militar. Foi indiciada em dezembro de 1969 e afinal enquadrada na Lei de Segurança Nacional.Foi presa em sua casa, no dia 11 de fevereiro de 1970 e ficou na prisão  por oito meses. - seis dos quais no presídio Tiradentes, em  São Paulo Na prisão, conviveu com a então guerrilheira Dilma Roussef.
Em 1975, declarado pela ONU Ano Internacional da Mulher, cria o Movimento Feminino pela Anistia (MFPA), unido à luta pela redemocratização do Brasil. No mesmo ano, ocorre a morte do jornalista Vladimir Herzog na prisão, seguindo-se, na Catedral da Sé, a primeira grande manifestação popular de protesto, desde o AI-5. Ainda em 1975, o Movimento lança seu manifesto em favor da anistia ampla e geral, conseguindo colher 16.000 assinaturas de apoio, e empenhou-se nas denúncias sobre a existência de presos, torturados e perseguidos políticos no Brasil - fato que por muito tempo fora sistematicamente negado pelo  governo militar. Daí por diante foram sendo formados Comitês Femininos pela Anistia nas principais cidades do país. . "Comecei pelo Rio Grande do Sul. Coloquei os manifestos numa caixa e mandei pelo correio para a Dilma, que foi muito habilidosa," conta.

### O movimento pela anistia

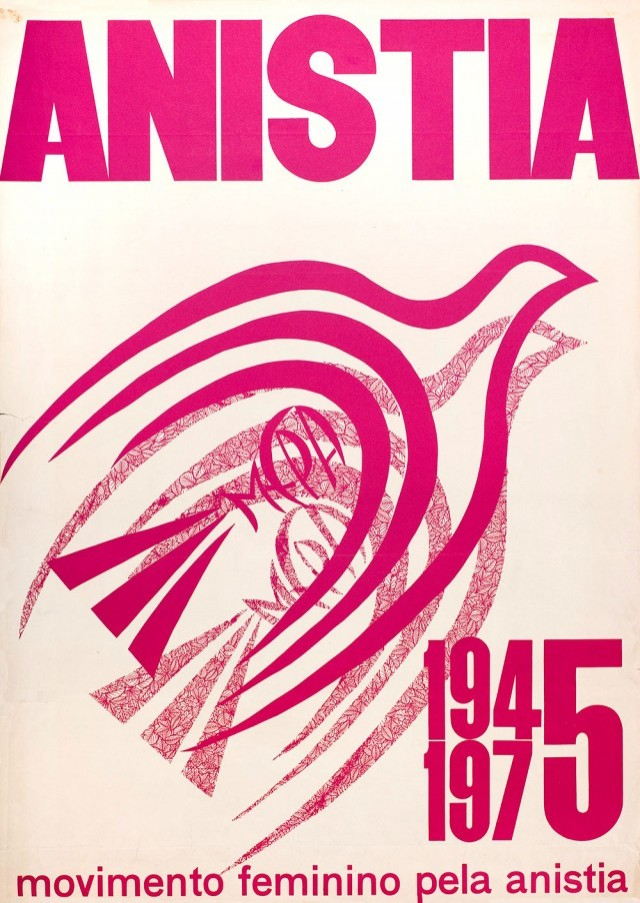
Cartaz do Movimento Feminino pela Anistia, 1975. Acervo: Memorial da Democracia

O Movimento Feminino pela Anistia (MFPA), como movimento de oposição, surge num momento em que a luta armada refluía, e a "democracia passa a ser valorizada como um objetivo em si e, com ela, a organização da sociedade e a participação no jogo eleitoral, mesmo sob limitações."  O movimento  é o marco da virada: a atividade política volta ao espaço público, agregando e mobilizando vários setores - o MDB, o PCB e outros partidos políticos ainda clandestinos, a esquerda católica, acadêmicos, associações de classe, além dos exilados, presos políticos e suas famílias. Fazia oposição às claras: era um movimento legalizado, com ata de fundação e estatuto registrado em 1976, constituído basicamente por mulheres católicas, como a própria Therezinha, e de classe média - a mesma classe que, dez anos antes, marchara contra o governo João Goulart e apoiara a instauração do regime militar que agora exilava, prendia, torturava e matava seus filhos e netos.  Nesse sentido, fazia oposição "por dentro" do regime, jogando contra ele a sua própria justificativa inicial - preservar a democracia ameaçada pelo totalitarismo.
Em fevereiro de 1978, o movimento pela anistia seria ampliado com a criação do Comitê Brasileiro pela Anistia (CBA) no Rio de Janeiro Formado inicialmente por advogados de presos políticos e  com apoio da Ordem dos Advogados do Brasil, o Comitê pedia a anistia ampla, geral e irrestrita.
Em março de 1978, durante a visita do então presidente norte-americano Jimmy Carter a Brasília, Zerbini conseguiu driblar a segurança e entregar uma carta à primeira-dama,  Rosalynn Carter, em nome das mulheres brasileiras do movimento pela anistia. A carta, sem fazer referências diretas ao regime, dizia, na abertura:  "Nós, que lutamos por justiça e paz..."
Embora considerada comunista, pelos órgãos de segurança, e como feminista, pela imprensa, Therezinha Zerbini declara nunca ter aderido a nenhuma dessas correntes.

### Militância política após a anistia
Após a revogação do AI-5 (1978), esteve ao lado de Leonel Brizola no processo de refundação do PTB, em São Paulo, e depois, na criação do PDT, em 1979, quando Brizola perdeu a sigla para Ivete Vargas. 
Mais recentemente, em setembro de 2010, pouco antes das eleições presidenciais de novembro, Therezinha Zerbini foi a quinta pessoa a assinar o "Manifesto pela Defesa da Democracia",  lançado por intelectuais e políticos contrários ao Partido dos Trabalhadores. Na prática, o manifesto deveria reforçar a posição do candidato do PSDB José Serra, que, entretanto, acabou por perder as eleições.
Segundo ela "criar a Comissão da Verdade é bom. Não espero coisas novas, porque já vi tudo por dentro. Mas é preciso dar a oportunidade para os outros sentirem e verem. Como diz Santo Agostinho, o coração é a sede da memória."

### Morte
Therezinha morreu em 14 de março de 2015, aos 87 anos, em São Paulo. Seu corpo foi cremado em Vila Alpina, após a realização do velório no Cemitério do Araçá.